# Ozanari Dungeon
Ozanari Dungeon (おざなりダンジョン?, Ozanari Danjon) è un manga di Motoo Koyama, edito da Gakken nel 1989 e pubblicato dal 1989 al 1996 sul mensile Monthly Comic Nora. La serie è stata poi collezionata in 17 tankōbon.
Dal fumetto è stata tratta una serie OAV intitolata Ozanari Dungeon: Kaze no tō (おざなりダンジョン 風の塔?), formata da tre episodi di 30 minuti circa ciascuno.

Fotogramma tratto dall'anime